# Јован Ердељановић
Јован Ердељановић (Панчево, 11. новембар 1874 — Београд, 12. фебруар 1944) био је српски етнолог и академик.

## Биографија
Јован Ердељановић је рођен у Панчеву 11. новембра (30. октобра по јулијанском календару) 1874. Завршио је студије на Великој школи у Београду (историјско-филолошки одсек). Као државни питомац провео је четири године у Бечу, Берлину, Лајпцигу и Прагу. Докторат је положио у Прагу код Лубора Нидерлеа 1906. На катедри етнологије Београдског универзитета 1906. изабран је за доцента, 1919. за ванредног, а 1921. за редовног професора.
У етнологији је био присутан више од пола века. Поред тога што је оснивач научне етнологије у Срба, он је и први професор који је студентима Универзитета у Београду држао циклус предавања из физичке антропологије, коју је дефинисао као „науку о телесним особинама људског рода, тј. о морфолошким особинама и о свим другим појавама које су у непосредној вези са телесним животом“.
У његовим упутствима за скупљање грађе о народном животу, која су штампана 1911, 1925. и 1938. године, тражио је да се прикажу и морфолошке одлике тела, наталитет и морталитет, итд.
У радовима, у којима се бавио етничком структуром становништва Балкана, инсистира се на важност природне средине и адаптације човека на њу, што се може сматрати и утицајем Јована Цвијића, чији је био савременик.
Изабран је за дописног члана Српске краљевске академије 18. фебруара 1922, а за редовног 10. фебруара 1933.

## Важнији радови
- Ердељановић, Јован; Николић, Риста Т. (1899). Трговачки центри и путеви по српској земљи у средњем веку и у турско доба : историско-географска расправа. [Београд]: издање београдске општине, (Београд : штампарија Д. Димитријевића).  34556935  34556935
- Ердељановић, Јован (1926). Стара Црна Гора: Етничка прошлост и формирање црногорских племена. Српски етнографски зборник. 39. Београд: Српска краљевска академија.